# Herfell
Herfell är ett berg i republiken Island. Det ligger i regionen Austurland, 400 km öster om huvudstaden Reykjavík. Toppen på Herfell är 1 064 meter över havet, eller 161 meter över den omgivande terrängen. Bredden vid basen är 1,9 km.
Trakten runt Herfell är nära nog obefolkad, med mindre än två invånare per kvadratkilometer. Närmaste större samhälle är Seyðisfjörður, omkring 31 kilometer sydost om Herfell. Trakten runt Herfell består i huvudsak av gräsmarker.